# Raúl Casal Ribeiro
Raúl Casal Ribeiro Velazco (Asunción, 14 de agosto de 1887-1962) fue un político paraguayo, vicepresidente de Paraguay entre 1932 y 1936.
Su padre, Joaquín Casal-Ribeiro, fue un ciudadano brasilero que se radicó en el Paraguay de forma permanente, contrayendo nupcias con la uruguaya  Elodia Velazco.
Estudió en el Colegio Nacional y egresó de la Facultad de Derecho de la Universidad Nacional de Asunción. Desde joven se destacó como dirigente juvenil y fue presidente del Centro Estudiantil en las primeras décadas del siglo XX. También se dedicó al periodismo y a la política, en filas del Partido Liberal. Durante el gobierno del presidente Eligio Ayala fue nombrado Jefe de Policía, y como tal organizó la Policía Montada. Durante el gobierno del presidente Guggiari fue senador y ministro de Guerra y Marina. Fue elegido Vicepresidente de la República para el periodo 1932-1936 y le cupo actuar en los difíciles días de la Guerra del Chaco. Al ser derrocado el gobierno, partió al exilio, de donde volvió en 1937. A principios de la década del '40, nuevamente se exilió en la Argentina y murió en Buenos Aires en 1952.